# Joppidium brochum
Joppidium brochum là một loài tò vò trong họ Ichneumonidae.